# Абішево
Абі́шево (рос. Абишево, башк. Әбеш) — присілок у складі Міякинського району Башкортостану, Росія. Входить до складу Біккуловської сільської ради.
Населення — 78 осіб (2010; 99 в 2002).
Національний склад:
- башкири — 95%